# Ушаков, Владимир Петрович (политик)
Влади́мир Петро́вич Ушако́в (10 августа 1932, Огарев, Центрально-Чернозёмная область — 6 июля 2012, Курган) — советский государственный и партийный деятель, первый секретарь Курганского горкома КПСС (1975—1985).

## Биография
Владимир Петрович Ушаков родился 10 августа 1932 года на хуторе Огарев Краснофлотского сельсовета Петропавловского района Центрально-Чернозёмной области, ныне хутор входит в состав Краснофлотского сельского поселения Петропавловского района Воронежской области.
В годы Великой Отечественной войны с 9-летнего возраста начал работать в колхозе. Труженик тыла.
После окончания в 1955 году Ростовского института инженеров железнодорожного транспорта работал помощником машиниста паровоза, затем инженером по ремонту паровозов в локомотивном депо станции Курган.
С 1956 по 1961 год работал на комсомольской работе:
- 1956—1958 — секретарь узлового комитета комсомола станции Курган.
- В 1958 году вступил в КПСС.
- 1958—1959 — заместитель заведующего отделом комсомольских организаций Курганского обкома ВЛКСМ.
- 1959—1961 — первый секретарь Курганского горкома ВЛКСМ.

После окончания в 1963 году Высшей партийной школы при ЦК КПСС работал на партийной работе:
- 1963—1964 — инструктор отдела партийных органов Курганского промышленного обкома КПСС.
- 1964—1965 — инструктор отдела партийных органов Курганского обкома КПСС.
- 1965—1966 — инспектор Курганского областного комитета партийно-государственного контроля.
- 1966—1971 — второй секретарь Октябрьского райкома КПСС г Кургана.
- 1971—1975 — первый секретарь Советского райкома КПСС г. Кургана.
- 1975—1985 — первый секретарь Курганского горкома КПСС.

14 июня 1982 года Указом Президиума Верховного Совета СССР Курган награждён орденом Трудового Красного Знамени в связи с 200-летием получения статуса города и за успехи в народном хозяйстве.
- В августе 1985 года был избран секретарем областного совета профсоюза. Более 15 лет проработал заместителем председателя Федерации профсоюзов Курганской области.
- С 1995 года возглавлял в Курганской области общественно-политическое движение профсоюзов «Союз труда».

Решением Курганской городской Думы от 5 июля 2006 г. № 211 за личный вклад в социально-экономическое развитие города Кургана, активную просветительскую и общественную деятельность присвоено звание «Почетный гражданин города Кургана» Ушакову Владимиру Петровичу — председателю ветеранской организации «Объединение организаций профсоюзов Курганской области».
Неоднократно избирался депутатом районного и городского Советов народных депутатов, был делегатом XXV и XXVI съездов КПСС, членом исполкома городского Совета народных депутатов, членом бюро обкома КПСС.
Владимир Петрович Ушаков умер 6 июля 2012 года в городе Кургане Курганской области. Похоронен на кладбище села Кетово Кетовского сельсовета Кетовского района Курганской области, ныне село — административный центр Кетовского муниципального округа той же области.

## Награды
- Орден Трудового Красного Знамени, дважды
- Пять медалей
  - в том числе: Юбилейная медаль «65 лет Победы в Великой Отечественной войне 1941—1945 гг.»
  - Медаль ФНПР «100 лет профсоюзам России»
- Нагрудный знак ФНПР «За активную работу в профсоюзах»
- Звание «Почётный гражданин города Кургана», 5 июля 2006 года
- Нагрудный знак ФНПР «За заслуги перед профдвижением России», июнь 2012, получить знак лично он уже не успел[5]

## Семья
- Жена Мария Николаевна (15 апреля 1932 — 15 августа 2012) — работала преподавателем
- Сыновья Валерий (умер при жизни отца)[6] и Андрей